# Pylaisia steerei
Pylaisia steerei är en bladmossart som beskrevs av Ignatov in Ignatov et al. 2001. Pylaisia steerei ingår i släktet aspmossor, och familjen Hypnaceae. Inga underarter finns listade i Catalogue of Life.